# Dinizia excelsa
Dinizia es un género monotípico de árbol perteneciente a la familia de las fabáceas.  Su única especie: Dinizia excelsa, es originaria del norte de Sudamérica. En el Brasil también es conocido en lengua portuguesa como angelim vermelha, angelim pedra y en el idioma de los nativos Wapishana del norte brasileño como parakwa.

## Distribución
Es un endemismo de Guyana y Brasil donde se encuentra en la Amazonia, distribuidas por Roraima, Amapá, Pará, Amazonas, Tocantins, Rondônia, Maranhão y Mato Grosso. Es considerado el árbol más alto de la amazonia ya que puede alcanzar los 88.5 m de altura y llegar a vivir de entre  400 a 600 anos de existencia.

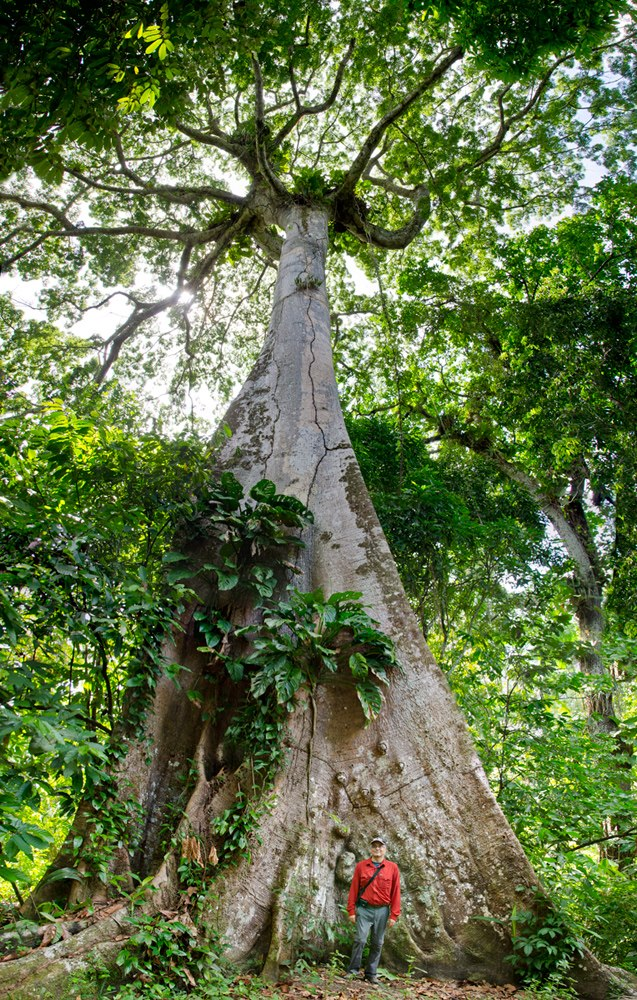
Dinizia excelsa en el Amazonas (2012)

## Taxonomía
Dinizia excelsa fue descrita por  Adolpho Ducke y publicado en  Archivos do Jardim Botânico do Rio de Janeiro 3: 76–77, pl. 4. 1922.